# Modiolus penetectus
Modiolus penetectus is een tweekleppigensoort uit de familie van de Mytilidae. De wetenschappelijke naam van de soort is voor het eerst geldig gepubliceerd in 1907 door Verco.